# The American Dream
The American Dream é o quarto álbum de estúdio da banda Walls of Jericho, lançado a 29 de Julho de 2008.
É o regresso da banda ao som que a caraterizou, sendo mais pesado que os anteriores.
O disco atingiu o nº 11 do Top Heatseekers e o nº 41 do Top Independent Albums.

## Faixas
Todas as faixas por Walls of Jericho.
1. "The New Ministry" – 2:41
2. "II. The Prey" – 2:40
3. "The American Dream" – 3:16
4. "Feeding Frenzy" – 3:53
5. "I. The Hunter" – 2:18
6. "Famous Last Words" – 1:45
7. "A Long Walk Home" – 3:16
8. "III. Shock of The Century" – 2:44
9. "Discovery of Jones" – 4:14
10. "Standing on Paper Stilts" – 2:32
11. "Night of a Thousand Torches" – 2:59
12. "The Slaughter Begins" – 3:39

## Créditos
- Candace Kucsulain - Vocal
- Chris Rawson - Guitarra
- Mike Hasty - Guitarra
- Aaron Ruby - Baixo
- Dustin Schoenhofer - Bateria